# Зак Парізе
Зак Парізе (англ. Zach Parise; нар. 28 липня 1984, Міннеаполіс) — американський хокеїст, крайній нападник, в минулому гравець збірної команди США.
Син американського хокеїста Жана-Поля Парізе.

## Ігрова кар'єра
Хокейну кар'єру розпочав 2002 року виступами за хокейну команду Університету Північної Дакоти.
2003 року був обраний на драфті НХЛ під 17-м загальним номером командою «Нью-Джерсі Девілс».
Сезон 2004/05 провів у складі «Олбані Рівер-Ретс» (АХЛ) через локаут в НХЛ. У наступному сезоні вже дебютує в складі «дияволів», відігравши в регулярній першості 81 матч, а в сезоні 2006/07 набрав 62 очка (31+31).
30 листопада 2007 Зак стає автором першого хет-трику відзначившись тричі в матчі проти «Монреаль Канадієнс».
3 жовтня 2008 Парізе стає альтернативним капітаном команди. За підсумками регулярної першості сезону 2008/09 він посідає п'яте місце серед найкращих бомбардирів ліги.
За підсумками сезону 2009/10 його номінують на Приз Леді Бінг.
Сезон 2010/11 Зак пропустив через травму меніску.
29 липня 2011 укладає однорічний контракт з «дияволами» на суму $6 мільйонів доларів. Сезон 2011/12 став останнім в складі «Нью-Джерсі», а сама команда стала фіналістом Кубку Стенлі поступившись «Лос-Анджелес Кінгс» 2–4.
2 липня 2012 уклав контракт з клубом «Міннесота Вайлд», як вільний агент, а 9 липня він став альтернативним капітаном «Вайлд».
У сезоні 2012/13 його новий клуб вперше за останні п'ять років потрапив до плей-оф Кубка Стенлі, де поступився в першому раунді серії «Чикаго Блекгокс» 1–4.
Наступні два сезони Зак провів краще за попередній, а в сезоні 2015/16 отримав травму під час зіткнення з Логаном Кутюром та змушений пропустити місяць.
23 жовтня 2016 перетинає рубіж в 300-та голів в регулярній першості НХЛ, відзначившись двічі в матчі проти «Нью-Йорк Айлендерс».
7 лютого 2020 у грі проти «Даллас Старс» Зак провів 1000-у гру в НХЛ. 24 лютого 2021 в переможному матчі 6–2 проти «Колорадо Аваланч» Парізе набрав 800-е очко в НХЛ.
10 вересня 2021 року на правах вільного агента Зак перейшов до «Нью-Йорк Айлендерс». 24 лютого 2022 Парізе закинув 440-ту шайбу в кар'єрі в переможному матчі 4–3 проти «Сан-Хосе Шаркс».
26 січня 2024 року Зак підписав однорічну угоду з «Колорадо Аваланч». По завершенні сезону 2023–24 американець завершив ігрову кар'єру.

## На рівні збірних
У складі юніорської збірної США став чемпіоном світу в 2002 році.
Був гравцем молодіжної збірної США, у складі якої брав участь у 13 іграх та став чемпіоном світу в 2004 році.
З 2005 року залучається до лав національної збірної США в тому числі у Кубку світу 2016.

## Нагороди та досягнення
- Найцінніший гравець молодіжного чемпіонату світу — 2004.
- Друга команда всіх зірок НХЛ — 2009.
- Срібний призер Олімпійських ігор — 2010.

## Статистика

### Клубні виступи
| 2002–03      | Університет Північної Дакоти | НКАА         | 39    | 26  | 35  | 61  | 34  | —   | —  | —  | —  | —  |
| 2003–04      | Університет Північної Дакоти | НКАА         | 37    | 23  | 32  | 55  | 24  | —   | —  | —  | —  | —  |
| 2004–05      | «Олбані Рівер-Ретс»          | АХЛ          | 73    | 18  | 40  | 58  | 56  | —   | —  | —  | —  | —  |
| 2005–06      | «Нью-Джерсі Девілс»          | НХЛ          | 81    | 14  | 18  | 32  | 28  | 9   | 1  | 2  | 3  | 2  |
| 2006–07      | «Нью-Джерсі Девілс»          | НХЛ          | 82    | 31  | 31  | 62  | 30  | 11  | 7  | 3  | 10 | 8  |
| 2007–08      | «Нью-Джерсі Девілс»          | НХЛ          | 81    | 32  | 33  | 65  | 25  | 5   | 1  | 4  | 5  | 2  |
| 2008–09      | «Нью-Джерсі Девілс»          | НХЛ          | 82    | 45  | 49  | 94  | 24  | 7   | 3  | 3  | 6  | 2  |
| 2009–10      | «Нью-Джерсі Девілс»          | НХЛ          | 81    | 38  | 44  | 82  | 32  | 5   | 1  | 3  | 4  | 0  |
| 2010–11      | «Нью-Джерсі Девілс»          | НХЛ          | 13    | 3   | 3   | 6   | 6   | —   | —  | —  | —  | —  |
| 2011–12      | «Нью-Джерсі Девілс»          | НХЛ          | 82    | 31  | 38  | 69  | 32  | 24  | 8  | 7  | 15 | 4  |
| 2012–13      | «Міннесота Вайлд»            | НХЛ          | 48    | 18  | 20  | 38  | 16  | 5   | 1  | 0  | 1  | 2  |
| 2013–14      | «Міннесота Вайлд»            | НХЛ          | 67    | 29  | 27  | 56  | 30  | 13  | 4  | 10 | 14 | 6  |
| 2014–15      | «Міннесота Вайлд»            | НХЛ          | 74    | 33  | 29  | 62  | 41  | 10  | 4  | 6  | 10 | 4  |
| 2015–16      | «Міннесота Вайлд»            | НХЛ          | 70    | 25  | 28  | 53  | 36  | —   | —  | —  | —  | —  |
| 2016–17      | «Міннесота Вайлд»            | НХЛ          | 69    | 19  | 23  | 42  | 30  | 5   | 2  | 1  | 3  | 8  |
| 2017–18      | «Айова Вайлд»‎                | АХЛ          | 1     | 0   | 1   | 1   | 0   | —   | —  | —  | —  | —  |
| 2017–18      | «Міннесота Вайлд»            | НХЛ          | 42    | 15  | 9   | 24  | 14  | 3   | 3  | 0  | 3  | 2  |
| 2018–19      | «Міннесота Вайлд»            | НХЛ          | 74    | 28  | 33  | 61  | 26  | —   | —  | —  | —  | —  |
| 2019–20      | «Міннесота Вайлд»            | НХЛ          | 69    | 25  | 21  | 46  | 8   | 4   | 0  | 3  | 3  | 2  |
| 2020–21      | «Міннесота Вайлд»            | НХЛ          | 45    | 7   | 11  | 18  | 6   | 4   | 2  | 1  | 3  | 0  |
| 2021–22      | «Нью-Йорк Айлендерс»         | НХЛ          | 82    | 15  | 20  | 35  | 28  | —   | —  | —  | —  | —  |
| 2022–23      | «Нью-Йорк Айлендерс»         | НХЛ          | 82    | 21  | 13  | 34  | 24  | 6   | 0  | 0  | 0  | 2  |
| 2023–24      | «Колорадо Аваланч»           | НХЛ          | 30    | 5   | 5   | 10  | 8   | 11  | 2  | 1  | 3  | 0  |
| Усього в НХЛ | Усього в НХЛ                 | Усього в НХЛ | 1,254 | 434 | 455 | 889 | 444 | 122 | 39 | 44 | 83 | 44 |

### Збірна
| Рік                | Команда            | Турнір             | Місце              | І  | Г  | П  | О  | ШХ |
| ------------------ | ------------------ | ------------------ | ------------------ | -- | -- | -- | -- | -- |
| 2002               | США                | ЮЧС18              | 1                  | 8  | 7  | 3  | 10 | 6  |
| 2003               | США                | МЧС                | 4-е                | 7  | 4  | 4  | 8  | 4  |
| 2004               | США                | МЧС                | 1                  | 6  | 5  | 6  | 11 | 4  |
| 2005               | США                | ЧС                 | 6-е                | 3  | 0  | 2  | 2  | 0  |
| 2007               | США                | ЧС                 | 5-е                | 1  | 0  | 0  | 0  | 0  |
| 2008               | США                | ЧС                 | 6-е                | 7  | 5  | 3  | 8  | 2  |
| 2010               | США                | ОІ                 | 2                  | 6  | 4  | 4  | 8  | 0  |
| 2014               | США                | ОІ                 | 4-е                | 6  | 1  | 0  | 1  | 0  |
| 2016               | США                | КС                 | 7-е                | 3  | 0  | 1  | 1  | 4  |
| Молодіжна збірна   | Молодіжна збірна   | Молодіжна збірна   | Молодіжна збірна   | 21 | 16 | 13 | 29 | 14 |
| Національна збірна | Національна збірна | Національна збірна | Національна збірна | 26 | 10 | 10 | 20 | 6  |